# Claude Toussaint Marot de La Garaye
Le comte Claude Toussaint Marot de La Garaye né à Rennes le 30 octobre 1675 et mort le 2 juillet 1755 au château de la Garaye à Taden, et sa femme Marguerite, sont connus comme « les époux charitables ».

## Biographie
Descendant d'une famille de parlementaires, les Marbeuf, Claude Toussaint est le fils de Guillaume Marot de La Garaye, gouverneur de Dinan, et de Jeanne de Marboeuf. Mousquetaire du roi, conseiller au parlement de Bretagne, il épouse en 1701 Marguerite Picquet de La Motte, fille du greffier en chef du même parlement. Elle est la tante de l'amiral Toussaint-Guillaume Picquet de La Motte.
Passionné de chasse, il mène grand train au château de la Garaye (XVIe siècle, classé monument historique), sur la paroisse de Taden à deux kilomètres au nord de Dinan.
Marguerite ne peut avoir d'enfant à la suite d'une chute de cheval en 1703.

### Le service des pauvres

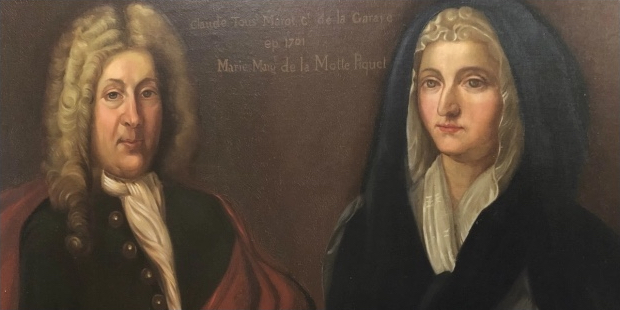
Les époux de La Garaye.

En 1710, la mort subite de l'époux de madame de Pontbriand, sœur du comte et mère d'Henri-Marie du Breil de Pontbriand, les bouleverse. Délaissant la vie mondaine, ils décident de servir les pauvres pour l'amour de Dieu.
Le château est transformé en hôpital pour accueillir, nourrir et soigner les pauvres. Ils vendent leurs biens pour financer leur œuvre et se mettent à l’œuvre avec leurs domestiques.
Ils se forment à la médecine, à la chirurgie et à la chimie à Paris en 1714. Le comte développe un laboratoire de chimie pour la création de médicaments. Le roi Louis XV l'encourage dans cette voie à Marly en 1731 et lui achète la méthode pour extraire les « sels essentiels » des plantes médicinales. En 1745, après vingt-cinq ans de recherches, le comte de la Garaye publie sa Chymie hydraulique, qui connaîtra une deuxième édition en 1746, puis une troisième, annotée par Parmentier, en 1775. Une traduction allemande parait en 1749. La Grande Encyclopédie fait à plusieurs reprises mention de ses recherches, en particulier dans son article « Hydraulique ». En 1752, le roi envoie à la Garaye le chimiste Pierre Joseph Macquer, qui étudie de près les recherches du comte de la Garaye sur la dissolution des métaux et rend compte au maréchal de Noailles de ce qu'il voit, avec admiration. Il présentera un rapport de synthèse à l'Académie des sciences en 1756. Un siècle plus tard, Eugène Chevreul, dans son histoire de la chimie, soulignera le rôle important qu'a joué le comte de la Garaye en proposant une analyse qui ne passe pas par le feu et en mettant en valeur des dissolvants non agressifs.
Jusqu'à leur mort, les époux se consacrent à soulager les maux de leurs contemporains, par des soins gratuits et en donnant du travail aux pauvres de la région.
Les époux La Garaye ont fait l'objet de très nombreuses publications en français et en anglais. La poétesse Caroline Norton a beaucoup fait pour leur notoriété en langue anglaise en publiant en 1860 The Lady of La Garaye qui a connu au moins 35 éditions à ce jour.
Lors de sa visite à Sainte-Anne-d'Auray en 1996, le Pape Jean-Paul II souligne leur action : « Vous gardez ainsi le souvenir exemplaire des époux charitables que furent Claude et Marguerite de La Garaye ». Le 22 septembre 2024, Mgr Moutel, évêque de Saint-Brieuc, a ouvert les enquêtes diocésaines en vue de la béatification des époux La Garaye, en présence de 650 personnes.

## Œuvre
- Chimie hydraulique, pour extraire les sels essentiels des végétaux, animaux et minéraux, avec l'eau pure, 1745.